# Hypsiboas melanopleura
Espèce
Synonymes
- Hyla melanopleura Boulenger, 1912

Statut de conservation UICN

 DD  : Données insuffisantes
Hypsiboas melanopleura est une espèce d'amphibiens de la famille des Hylidae.

## Répartition
Cette espèce est endémique du Pérou. Elle se rencontre :
- dans les environs de Huancabamba dans la province d'Oxapampa dans la région de Pasco ;
- dans les environs de San Ramón dans la province de Chanchamayo dans la région de Junín.

## Publication originale
- Boulenger, 1912 : Descriptions of new Batrachians from the Andes of South America, preserved in the British Museum. Annals and Magazine of Natural History, sér. 8, vol. 10, p. 185-191 (texte intégral).